# Chlmec (wieś)
Chlmec – wieś (obec) na Słowacji położona w kraju preszowskim, w powiecie Humenné. Pierwsze wzmianki o miejscowości pochodzą z roku 1451.
Według danych z dnia 31 grudnia 2010, wieś zamieszkiwało 561 osób, w tym 277 kobiet i 284 mężczyzn.
W 2001 roku rozkład populacji względem narodowości i przynależności etnicznej wyglądał następująco:
- Słowacy – 98,20%
- Morawianie – 0,18%
- Rusini – 1,26%
- Ukraińcy – 0,36%